# Rik de Saedeleer
Dominicus de Saedeleer (Malinas, 17 de enero de 1924 – Knokke, 3 de marzo de 2013), conocido como Rik de Saedeleer, fue un futbolista belga que jugaba en la demarcación de centrocampista.

## Biografía
Debutó en la temporada 1939 y se retiró en 1954 en el mismo equipo en el que debutó, el Racing de Malinas. Su padre y su abuelo también fueron miembros del club. A los 15 años, De Saedeleer ya estaba seleccionado para el primer equipo. Estuvo a punto de poder debutar en el derbi de la ciudad, pero tras el estallido de la Segunda Guerra Mundial su debut fue frustrado.
Rik De Saedeleer jugaba en la posición de centrocampista. Llegó a jugar bastantes partidos con el Racing de Malinas, aunque nunca llegó a ser convocado por la selección de fútbol de Bélgica, aunque sí llegó a jugar el 1 de marzo de 1949 cuando se convocó un partido que enfrentaría a Bélgica con un combinado londinense en un partido amistoso. 
Posteriormente en 1958 empezó a dedicarse al periodismo deportivo para su país.
En 2004 De Saedeleer fue elegido por unanimidad en el club como el jugador más digno del Racing de Malinas en toda su historia.

## Muerte
Rik De Saedeleer falleció tras una larga enfermedad el 3 de marzo de 2013 en un hospital de Knokke. Fue enterrado en el círculo íntimo de la familia, y su muerte fue anunciada el 5 de marzo por Carl Huybrechts.

## Clubes
| Club              | País    | Año         |
| ----------------- | ------- | ----------- |
| Racing de Malinas | Bélgica | 1939 - 1941 |
| FC Tremelo        | Bélgica | 1941 - 1942 |
| Racing de Malinas | Bélgica | 1942 - 1954 |